# Wolfgang Tölsner
Wolfgang Tölsner (* 25. April 1948 in Lingen (Ems)) ist ein deutscher Manager.

## Leben
Wolfgang Tölsner studierte Maschinenbau und Elektrotechnik und schloss sein Studium als Diplom-Ingenieur an der TU Hannover ab. Er wurde Mitglied der Hannoverschen Burschenschaft Alt-Germania. Seine berufliche Laufbahn begann 1975 im Geschäftsgebiet Schaltanlagen der Brown Boveri & Cie (BBC) in Mannheim. In den folgenden Jahren übernahm Wolfgang Tölsner verschiedene Führungspositionen bei BBC, auch an den internationalen Standorten im Nahen Osten und in den französischsprachigen Ländern Afrikas.
1986 wechselte er in die Sparte Schiffstechnik und zwei Jahre später als Geschäftsbereichsleiter in den Bereich Marine, Öl und Gas der Asea Brown Boveri (ABB). 1992 startete Wolfgang Tölsner dann seine Karriere als Lokomotivbauer für die ABB Henschel AG in Kassel, bei der er 1994 zum Vorstandsmitglied bestellt wurde. Als Präsident und Geschäftsführer der neu formatierten Adtranz Deutschland und Leiter des Werkes in Hennigsdorf übernahm er 1996 die Leitung des Bereiches Fernverkehr.
Von 1999 bis Mai 2001 arbeitete er als Geschäftsführer der Deutschen Waggonbau GmbH, wo er den Bereich Operations in Kontinentaleuropa verantwortete. Mit der Übernahme durch Bombardier Transportation war Wolfgang Tölsner dann als President Locomotives und Freight tätig.
Wolfgang Tölsner war darüber hinaus von 1996 bis 1998 Mitglied des Präsidiums des Verbandes der Bahnindustrie (VDB) in Deutschland und wurde zum 1. Juli 2002 zum Aufsichtsratsmitglied der Bochumer Verein Verkehrstechnik GmbH bestellt.
Tölsner arbeitete von 2004 bis 2009 als Chief Operating Officer des Bahntechnik- und Schienenverkehrsunternehmens Bombardier Transportation. Als Vize-Chef des Unternehmens verantwortete er das operative Geschäfts des Unternehmens.
Ab Februar 2009 befand sich Wolfgang Tölsner im Ruhestand und arbeitete als unabhängiger Unternehmensberater. Von April 2010 bis April 2013 war er Mitglied des Verwaltungsrates der OC Oerlikon AG, seit März 2013 Mitglied des Aufsichtsrates der Knorr-Bremse AG, München.
Von Februar 2016 bis zum Frühjahr 2019 fungierte er noch einmal als Aufsichtsratschef von Bombardier, als Nachfolger von Wilhelm Bender. Von diesem Posten zog er sich aus persönlichen Gründen zurück, sein Nachfolger wurde Rüdiger Grube.

## Auszeichnungen (Auszug)
- Großes Silbernes Ehrenzeichen für Verdienste um die Republik Österreich (2010)[4]
- Silberne Ehrennadel der Stadt Kassel (2009)